# Uwe Hochgeschurtz

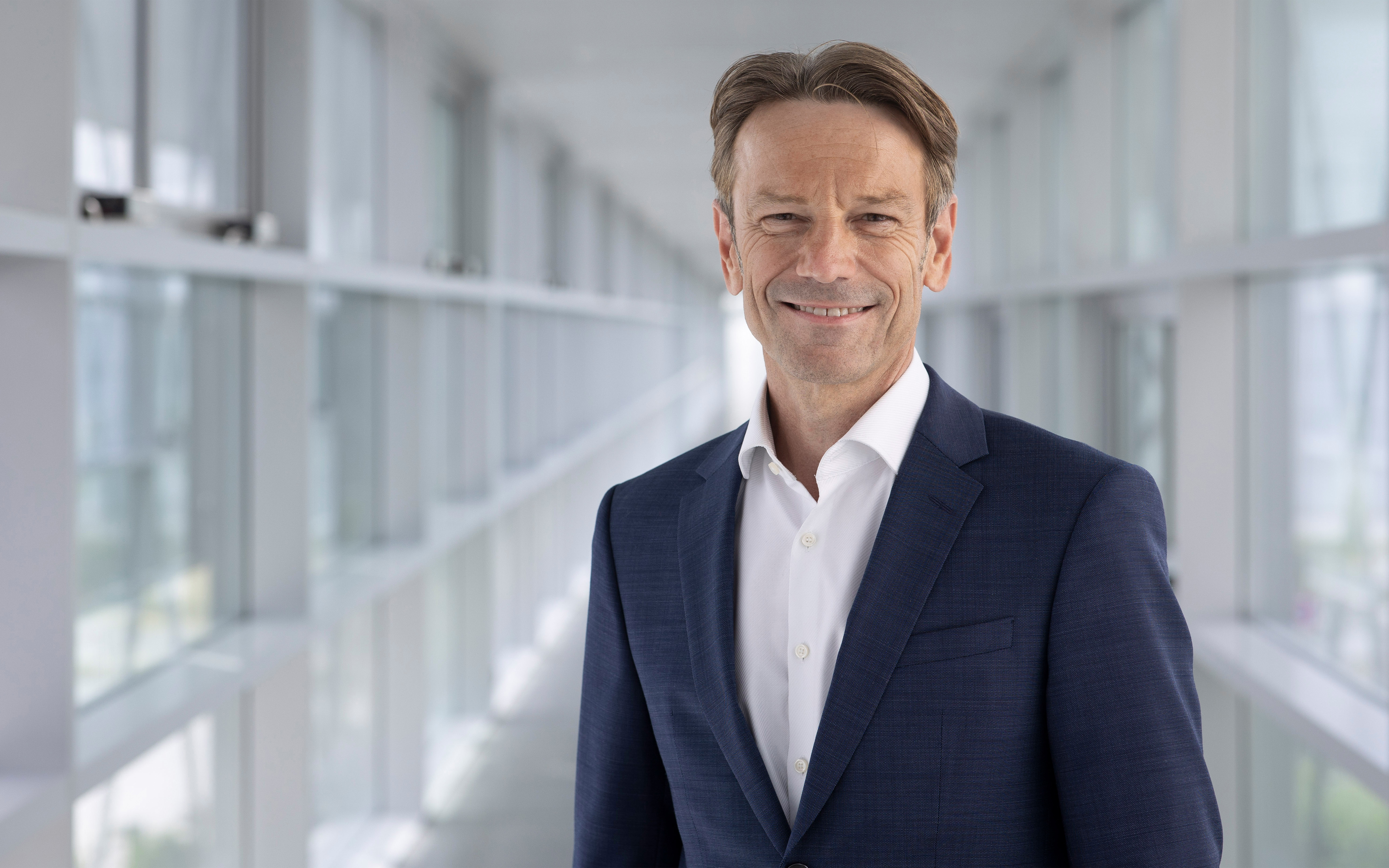
Uwe-Hochgeschurtz, 2022

Uwe Hochgeschurtz (* 27. Februar 1963 in Köln)  ist ein deutscher Manager in der Automobilindustrie. Seit 2022 ist er Enlarged Europe Chief Operating Officer des Automobilherstellers Stellantis. Zuvor war er in verschiedenen Führungspositionen bei Ford tätig, außerdem als Leiter des weltweiten Customer-Lifetime-Value-Marketings (LCV) bei der Volkswagen AG, Vorstand von Renault Deutschland, Österreich und der Schweiz und CEO von Opel/Vauxhall.

## Studium
Uwe Hochgeschurtz studierte an der Bergischen Universität Wuppertal, der Universität Köln, der University of Birmingham und der Universität Paris-Dauphine und erwarb einen Master of Business Administration.

## Berufsleben
Hochgeschurtz begann 1990 bei Ford und durchlief verschiedene Managementpositionen, unter anderem als Verkaufsdirektor für Ford Schweiz und als Produktmanager und Leiter des LCV-Marketings für Ford Deutschland.
Ab 2001 war er Leiter des weltweiten LCV-Marketings bei der Volkswagen AG. 2004 wechselte er zu Renault, wo er in den Bereichen Vertrieb, Marketing und Produktmanagement tätig war, bevor er im Juni 2016 Geschäftsführer von Renault Deutschland wurde.
Uwe Hochgeschurtz ist Enlarged Europe Chief Operating Officer des Automobilherstellers Stellantis. In dieser Funktion führt er seit Juni 2022 das Europageschäfts (Vertrieb & Produktion) des Konzerns. Zuvor war Hochgeschurtz CEO von Opel/Vauxhall sowie Geschäftsführer der Opel Automobile GmbH.
Als Mitglied des Stellantis-Führungsteams berichtet er direkt an den Stellantis-Vorstandsvorsitzenden Carlos Tavares.

## Privatleben
Hochgeschurtz ist verheiratet und hat drei Kinder. Er ist begeisterter Radsportler, fährt für den RC Schmitter Köln und ist Anhänger des 1. FC Köln.